# Bicycode

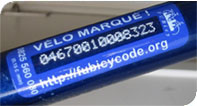
Bicycode.

Le Bicycode est, en France, un code inscrit sur le cadre d'une bicyclette, afin d'en dissuader le vol et le recel et d'en faciliter la restitution en cas de vol. Cette gravure est couplée à une base de données nationale, déclarée à la CNIL.
Selon la Fédération française des usagers de la bicyclette (FUB), qui a mis en place ce service, le marquage antivol à grande échelle a permis, dans d'autres pays européens, de réduire les vols de 30 % et de restituer 40 % des vélos volés à leur propriétaire.

## Histoire
Le concept du Bicycode est inventé en 2004 par la FUB.
Le 25 juin 2015, la FUB et le ministère de l'Intérieur signent une convention de partenariat pour lutter contre le vol de vélos avec comme outil principal le bicycode.
En 2019, selon le ministère de l'Intérieur⁣⁣, en moyenne entre 300 et 400 000 vélos étaient volés chaque année,. En décembre 2019, la loi d'orientation des mobilités est adoptée, obligeant tout vélo neuf à recevoir un Bicycode à partir de 2020. Ce code est enregistré dans un fichier national unique pour faciliter le travail des forces de police,.
Au 1er janvier 2021, le principe du marquage des vélos est généralisé et rendu obligatoire pour tous les vélos neufs via le fichier national unique des cycles identifiés (FNUCI). Le 1er juillet 2021, le marquage des vélos d'occasion vendus par des professionnels devient obligatoire. Les propriétaires de vélos vendus avant ces échéances peuvent également les faire marquer, sur la base du volontariat.

## But du marquage
Il s'agit tout d'abord de dissuader le voleur grâce à l'application visible d'un autocollant ou un d'un gravage sur le cadre de la bicyclette. Actuellement[Quand ?], sur les 85 000 vélos gravés en France, seuls 3 % sont volés chaque année.
Le système permet ensuite d'identifier rapidement le propriétaire dans le cas où le vélo est retrouvé par la police ou par un particulier, même des mois après le délit.

## Méthode utilisée
En 2025, la France compte 160 opérateurs Bicycode : associations, collectivités locales, professionnels du cycle.
Le marquage est réalisé en quelques minutes et se fait par micro-percussion ou par fraisage sur le cadre du vélo, qu'il soit en acier ou en aluminium. L'endroit le plus souvent retenu est le tube de selle, côté pédalier. Cet emplacement, où le métal est souvent le plus épais, garantit que la robustesse du cadre ne soit pas entamée. L'endroit marqué est ensuite recouvert d'un autocollant anticorrosion avec les coordonnées du site internet et du serveur vocal indiquant si un vélo est volé ou non. Graver sur le côté droit du vélo, côté pédalier, permet de faciliter le repérage de l'autocollant recouvrant la gravure.
Le service coûte généralement entre 5 et 10 €. Un « passeport vélo », mentionnant le mot de passe associé au numéro de série unique, est fourni.
Le cycliste doit ensuite enregistrer son vélo sur le site Bicycode. En cas de vol, il doit aller sur ce même site le déclarer, puis porter plainte auprès des autorités. Afin de satisfaire aux exigences de la CNIL sur la protection de la vie privée, seules les forces de l'ordre peuvent accéder à la base de données gérée par la Fédération française des usagers de la bicyclette.

## Limites et développements
Le système est limité par :
- le coût du matériel de la gravure, aussi la Fédération française des usagers de la bicyclette a mis en place un système de location où elle sert d'intermédiaire entre l'industriel et l'opérateur de marquage ;
- la nécessaire information des forces de l'ordre (polices municipale, nationale, gendarmerie), afin qu'elles puissent utiliser le système.

Comme pour le système d'immatriculation des véhicules à moteur (carte grise), le marquage donne lieu à l'obtention d'un passeport pour le cycliste. Le système ne peut fonctionner que si la victime d'un vol porte plainte auprès des services concernés.